# Saint-Cyprien (Dordonha)
Saint-Cyprien é uma comuna francesa na região administrativa da Nova Aquitânia, no departamento Dordonha. Estende-se por uma área de 21,53 km². Em 2010 a comuna tinha 1 588 habitantes (densidade: 73,8 hab./km²).